# Криевиньш, Эдуардс Янис
Эдуардс Янис Кривиньш-Микстумс (17 декабря 1889 года, — 21 марта 1976 года) — латвийский адвокат, полковник. Вице-прокурор Палаты судов Латвийской Республики, член Верховного суда Латвийской армии. Один из подписантов меморандума Латвийского Центрального Совета от 17 марта 1944 года.

## Биография
В 1905 году окончил Баускую городскую школу. В 1915 году окончил Елгавскую гимназию. Продолжил обучение на юридическом факультете Московского университета. В мае 1916 года был призван в армию. В 1917 году окончил Московскую школу прапорщиков. В 1918 году был уволен из армии и вернулся в Ригу.
Участвовал в боях за свободу. После этого он занимал различные должности в Министерстве внутренних дел и Латвийской армии. В 1928 году он окончил юридический факультет Латвийского университета и принял его вторую фамилию - Микстумс. В 1929 году он был назначен помощником военного прокурора, а в 1931 году военным судьей. В 1935 году ему было присвоено звание полковника. Член Верховного военного суда с 1935 года.
Уволен из армии во время советской оккупации.
Он был членом Рижского окружного суда во время немецкой оккупации. В 1944 году он отправился в Германию в качестве беженца. В 1951 году он переехал в Нью-Йорк.

## Награды
- Орден Трех Звезд - 4 класс № 1589 (1934)[2]